# Friedrich Karl Neubecker
Friedrich Karl Neubecker (* 26. Juni 1872 in Rodenbach; † 31. Dezember 1923 in Heidelberg) war ein deutscher Rechtswissenschaftler und Hochschullehrer an der Ruprecht-Karls-Universität Heidelberg. Er war der erste Ordinarius für das Fach Rechtsvergleichung an einer deutschen Universität.

## Leben und Werk
Neubecker begann zum Wintersemester 1890/91 ein Studium der Rechtswissenschaften an der Universität München, wechselte aber bald darauf an die Universität Berlin, wo er 1895 das preußische Referendarexamen bestand. Bereits bei seiner Promotion, die er im Juli 1897 bei Heinrich Dernburg mit der Schrift Thronfolgerecht und fremde Staatsangehörigkeit abschloss, zeigte er seine Neigungen für die Rechtsvergleichung. Befördert durch Ermunterungen von Josef Kohler und sein Sprachtalent trieb Neubecker seine Studien in der Rechtsvergleichung weiter voran. Seine Habilitation bei Dernburg in Berlin erfolgte 1901 gleichwohl mit einer allgemein zivilrechtlichen Schrift. Dadurch erwarb Neubecker die Venia legendi für die Fächer Bürgerliches Recht und Römisches Recht und war in der Folge in Berlin zunächst als Privatdozent tätig. 1909 trat er eine außerordentliche Professur an.
Während des Ersten Weltkrieges war Neubecker zunächst als Erziehungsoffizier in einer Potsdamer Kadettenanstalt tätig, später im Presseamt. 1916 wurde er in Berlin „ordentlicher Honorarprofessor“. 1918 wechselte er als ordentlicher Professor an die Universität Heidelberg auf den neu errichteten ordentlichen Lehrstuhl für vergleichende Rechtswissenschaft und internationales Privatrecht. Gemeinsam mit Karl Heinsheimer war er Mitdirektor des Seminars für rechtswirtschaftliche und rechtsvergleichende Studien. Gleichzeitig wurde er vom Großherzog von Baden zum Geheimen Hofrat ernannt. Im Oktober 1923 wurde Neubecker Dekan des Heidelberger juristischen Seminars, musste dieses Amt jedoch bereits im November wegen eines Herzleidens, dem er wenige Wochen später erlag, wieder niederlegen. 
Neubecker war verheiratet mit Reneé von Meyenburg, mit der er zwei Kinder hatte, darunter den Heraldiker Ottfried Neubecker.
Neubecker las in Heidelberg über jedes Gebiet des Bürgerlichen Rechts und das Zivilprozessrecht. Seinen Ruhm verdankt er jedoch größtenteils seiner rechtsvergleichenden Arbeit, wobei er sich hauptsächlich auf das Zivilrecht konzentriert hatte. Bekanntheit hatte er vor allem durch eine Vergleich des Eherechts im internationalen Bereich und die Herausgabe einer Übersetzung und Erläuterung des von Tore Almén verfassten dreibändigen Kommentars zum schwedischen Kaufrecht.

## Schriften (Auswahl)
- Thronfolgerecht und fremde Staatsangehörigkeit Hilpert, Berlin 1897 (Dissertationsschrift).
- Vereine ohne Rechtsfähigkeit Deichert, Leipzig 1908 (Habilitationsschrift)
- Die Tuberkulose nach ihren juristischen Beziehungen in rechtsvergleichender Darstellung Deichert, Leipzig 1908
- Wesen des Mitgiftversprechens Deichert, Leipzig 1909
- Die Mitgift in rechtsvergleichender Darstellung Deichert, Leipzig 1909
- Zwang und Notstand in rechtsvergleichender Darstellung Deichert, Leipzig 1910
- Der Ehe- und Erbvertrag im internationalen Verkehr: Eine rechtsvergleichende Studie im Gebiet des deutschen uun ausländischen materiellen und internationalen Privatrechts Deichert, Leipzig 1914
- Russisches und orientalisches Eherecht Teubner, Leipzig/Berlin 1921
- Finnlands Eherechtsreform: Der finnländische Entwurf eines Gesetzes über die Rechtsverhältnisse der Ehegatten unter Bezugnahme auf die skandinavischen Entwürfe Teubner, Leipzig/Berlin 1921